# Purrkur Pillnikk
Purrkur Pillnikk (pol. Senny Szachista) – islandzki zespół rockowy założony w późnej epoce punka w Islandii. Grupa istniała przez 18 miesięcy (w latach 1981–1982), ale była bardzo aktywna; wydała co najmniej dwa albumy studyjne, jeden album na żywo i dwa minialbumy. Zespół charakteryzował się „wyjącym” wokalem Einara Benediktssona. Purrkur Pillnikk rozpadł się w 1982 po odbyciu trasy koncertowej w Wielkiej Brytanii. Członkowie zespołu wstąpili później do zespołów KUKL i The Sugarcubes.
Do zespołu należeli: Ásgeir R. Bragason, Bragi Ólafsson, Einar Örn Benediktsson i Friðrik Erlingsson. Bragi, Einar i Friðrik założyli własną wytwórnię muzyczną w Reykjavíku, Smekkleysę.

## Dyskografia

### Albumy studyjne
- Ehgji En (1981)
- Googooplex (1982)
- Ekki En (1993)
- Í Augum Úti (2001)

### EP
- Tilf (1981)
- Maskínan (1982)
- No Time To Think (1982)